# العلاقات الهندية الموريشيوسية
العلاقات الهندية الموريشيوسية هي العلاقات الثنائية التي تجمع بين الهند وموريشيوس.

## مقارنة بين البلدين
هذه مقارنة عامة ومرجعية للدولتين:
| وجه المقارنة                                              | الهند                       | موريشيوس                 |
| --------------------------------------------------------- | --------------------------- | ------------------------ |
| المساحة (كم2)                                             | 3.29 مليون                  | 2.04 ألف                 |
| عدد السكان (نسمة)                                         | 1.35 مليار                  | 1.26 مليون               |
| الكثافة السكانية (ن./كم²)                                 | 410.33                      | 617.65                   |
| العاصمة                                                   | نيودلهي                     | بورت لويس                |
| اللغة الرسمية                                             | اللغة الهندية، لغة إنجليزية | لغة إنجليزية، لغة فرنسية |
| العملة                                                    | روبية هندية                 | روبي موريشي              |
| الناتج المحلي الإجمالي (بليون دولار)                      | 2.60 تريليون                | 13.34 مليار              |
| الناتج المحلي الإجمالي (تعادل القوة الشرائية) بليون دولار | 8.00 تريليون                | 25.36 مليار              |
| الناتج المحلي الإجمالي الاسمي للفرد دولار أمريكي          | 1.60 ألف                    | 9.25 ألف                 |
| الناتج المحلي الإجمالي للفرد دولار أمريكي                 | 5.70 ألف                    | 18.59 ألف                |
| مؤشر التنمية البشرية                                      | 0.609                       | 0.777                    |
| رمز المكالمات الدولي                                      | +91                         | +230                     |
| رمز الإنترنت                                              | .in، .भारत ‏، .بھارت ‏،        | .mu                      |
| المنطقة الزمنية                                           | ت ع م+05:30، توقيت الهند    | ت ع م+04:00              |

## مدن متوأمة
في ما يلي قائمة باتفاقيات التوأمة بين مدن هندية وموريشيوسية:
- ترتبط بونه مع فاكوس-فينيكس باتفاقية توأمة منذ 19 يناير 2006.
- ترتبط جايبور مع بورت لويس باتفاقية توأمة.

## منظمات دولية مشتركة
يشترك البلدان في عضوية مجموعة من المنظمات الدولية، منها:
| علم المنظمة | اسم المنظمة                        | تاريخ انضمام الهند | تاريخ انضمام موريشيوس |
| ----------- | ---------------------------------- | ------------------ | --------------------- |
|             | يونسكو                             | 4 نوفمبر 1946      | 25 أكتوبر 1968        |
|             | الفريق المعني برصد الأرض           | ?                  | ?                     |
|             | مؤسسة التمويل الدولية              | 20 يوليو 1956      | 23 سبتمبر 1968        |
|             | منظمة حظر الأسلحة الكيميائية       | ?                  | ?                     |
|             | مؤسسة التنمية الدولية              | 24 سبتمبر 1960     | 23 سبتمبر 1968        |
|             | منظمة التجارة العالمية             | 1995               | ?                     |
|             | وكالة ضمان الاستثمار متعدد الأطراف | 6 يناير 1994       | 28 ديسمبر 1990        |
|             | الاتحاد البريدي العالمي            | ?                  | ?                     |
|             | الاتحاد الدولي للاتصالات           | 1869               | 30 أغسطس 1969         |
|             | منظمة الشرطة الجنائية الدولية      | ?                  | ?                     |
|             | الأمم المتحدة                      | 30 أكتوبر 1945     | 24 أبريل 1968         |
|             | البنك الدولي للإنشاء والتعمير      | 27 ديسمبر 1945     | 23 سبتمبر 1968        |
|             | المنظمة الهيدروغرافية الدولية      | ?                  | ?                     |
|             | البنك الإفريقي للتنمية             | ?                  | ?                     |
|             | دول الكومنولث                      | 15 أغسطس 1947      | ?                     |

## أعلام
هذه قائمة لبعض الشخصيات التي تربطها علاقات بالبلدين:
- أمينة غريب فقيم (17 أكتوبر 1959 – )
- أنايروود جوناوث (سياسي موريشيوسي، 29 مارس 1930 – )
- راجيندرابارساد سيتشورن (حكم كرة قدم موريشيوسي، 3 يونيو 1970 – )
- كاسام أوتيم (سياسي موريشيوسي، 22 مارس 1941 – )
- كايلاش بوراج (سياسي موريشيوسي، 12 ديسمبر 1947 – )

## وصلات خارجية
- موقع وزارة الخارجية الهندية